# 阿努谢·阿舒里
阿努谢·阿舒里（Anoosheh Ashoori ）是一名英裔伊朗商人，曾被关押在伊朗的埃温监狱。伊朗当局于2017年8月逮捕了阿努谢·阿舒里，当时他正在该国探望母亲。2019年8月，伊朗司法机关判处阿努谢·阿舒里12年有期徒刑，其中10年刑期是涉嫌“为以色列摩萨德从事间谍活动”，2年刑期為“获取非法财富”，阿努谢·阿舒里否认所有指控。 
阿努谢·阿舒里从1972年开始就來到英国居住10年，期间他在該國学习机械和航空工程，然后返回伊朗照顾他生病的父亲。他于2005年回到英国繼續拓展海外业务。英国学者和阿努谢·阿舒里的家人表示，阿努谢·阿舒里和其他伊朗双重國民公民被监禁与伊朗和英国之间的外交争端有关。 阿努谢·阿舒里在衛報發表的一篇文章中提到了他在埃温监狱的獄中生活。 
阿努谢·阿舒里和纳扎宁·扎加里-拉特克利夫于2022年3月16日获释。  